# Beer Judge Certification Program
El Programa de Certificación de Juez de Cerveza (en inglés Beer Judge Certification Program o BJCP) es una organización sin ánimo de lucro formada en 1985 en los Estados Unidos, con el fin de «promover la alfabetización cervecera y la apreciación de la verdadera cerveza, y dar reconocimiento las habilidades de degustación y evaluación de la cerveza». Se ha descrito en la prensa como un «programa de estudio práctico diseñado para enseñar a los aspirantes y entusiastas de la cerveza la esencia de todos los tipos de cerveza». El BJCP certifica y califica a los jueces de cerveza a través de un proceso de examen y monitoreo. Para ser miembro es necesario someterse al examen BJCP.

## Propósito
El BJCP tiene tres funciones dentro de la comunidad estadounidense cervecera. 

### Jueces de cerveza
En primer lugar, ofrece estandarización, proporcionando jueces tanto para competiciones comerciales como de aficionados, creadas para promover la apreciación de los estilos de cerveza y su producción precisa por parte de los cerveceros. BJCP sigue la participación de sus miembros como jueces, organizadores o inspectores en competiciones de cerveza sancionadas por el BJCP y los recompensa con puntos de Educación Continua por su participación.

### Guías de estilo
En segundo lugar, el BJCP publica guías de estilo que clasifican cerveza, hidromiel y sidra en veintiocho categorías. Estas guías son utilizadas tanto por los jueces de cerveza BJCP como, voluntariamente, por los organizadores de competiciones de cerveza. El BJCP también alienta a los futuros jueces a estudiar la literatura disponible sobre los distintos estilos de cerveza y elaboración de ésta. La revisión más reciente de las guías de estilo se publicó en 2015, una revisión relativamente menor de las guías de estilo de 2008. Además de abordar mejor los estilos mundiales, las Guías de estilo BJCP 2015 comprenden tres documentos separados para los estilos de cerveza, hidromiel y sidra, lo que les permite que se puedan actualizar por separado.

#### Formación de jueces
Finalmente, el BJCP organiza un programa de examen de cerveza en el que los candidatos completan una serie de preguntas escritas sobre elaboración de cerveza, estilos y juicio, y luego hacen cuatro ejercicios de juicio de cerveza.

## Organización
Los jueces están calificados en el programa de certificación según una combinación entre sus resultados de la prueba de certificación estandarizada y los puntos de experiencia obtenidos por participar en eventos sancionados por el programa de certificación, los exámenes BJCP o los eventos de Educación Continua del programa. Los distintos rangos incluyen «Aprendiz», «Reconocido», «Certificado», «Nacional», «Maestro», varios niveles de «Gran Maestro» y «Gran Maestro Honorario».
El BJCP también certifica jueces de hidromiel y sidra.

## Influencia
Las Guías de estilo del BJCP son consultadas casi universalmente por los cerveceros profesionales y caseros en los Estados Unidos y actualmente por todo el mundo, y se actualizan cada pocos años. Los estilos BJCP se usan para categorizar y juzgar en casi todas las competiciones de cerveza casera en Estados Unidos. Estos estilos son extremadamente útiles para un cervecero, ya que incluyen rangos para gravedades de cerveza, niveles de amargor, color y graduación alcohólica. También contienen descripciones de aroma, sensación, sabor y otras características que uno juzgaría al probar una cerveza determinada. Aportan listas de ingredientes de uso frecuente en los distintos estilos y algunos ejemplos de cervezas para cada uno de éstos. 
Por un lado, los cerveceros necesitan estilos bien definidos para saber lo que están elaborando, ya sea que cumplan estrictamente con las tradiciones y los estilos clásicos o lleven un estilo al extremo. No se puede innovar en estilos, o inventar otros nuevos sin tener una comprensión sólida de la base. Por otro lado, informalmente, juzgar la cerveza es algo que muchos cerveceros profesionales, caseros y entusiastas hacen prácticamente todos los días. Sin embargo, una vez que la competición esté implicada, juzgar la cerveza va más allá del acto de degustarla. El BJCP fue pionero en crear una forma de juicio que se basa no solo en la calidad de la cerveza, sino también en su adherencia bastante estricta a las Guías de Estilo. Las competiciones, sancionados por estos estándares, se realizan de acuerdo con las guías descritas en el Manual de Competencia Sancionada del BJCP y los jueces usan la Hoja de Puntuación del BJCP para calificar la cerveza y dar feedback, comentarios clave para mejorar, a los cerveceros.
Los estándares de cerveza del BJCP han sido citados por el Wall Street Journal y Zymurgy, el diario de la Asociación estadounidense de elaboración casera de cerveza o American Homebrewers Association (en inglés AHA), entre otros. En los últimos años el BJCP ha experimentado un de crecimiento exponencial a nivel internacional. La guía sirve como referencia no solo en el mundo de la cerveza artesanal sino para trabajos de investigación científicos, económicos e históricos.

## Historia
BJCP se fundó en 1985, cuando el primer examen tuvo lugar en la conferencia anual de la American Homebrewers Association (La Asociación de Cerveceros Caseros) en Estes Park, Colorado. En sus años formativos, el programa fue patrocinado conjuntamente por la AHA y la HWBTA, Home Wine and Beer Trade Association (Asociación de Comercio de Vinos y Cerveza). Ambas organizaciones sancionaban competiciones locales de cerveza casera, y cada una tenía una competición nacional. En consecuencia les interesaba promover la mejora de las habilidades de juicio y formar un grupo de jueces experimentados en cerveza. El programa fue administrado en las oficinas de la AHA, y había dos codirectores, uno de cada asociación. Jim Homer era el codirector de AHA, y Pat Baker tenía el mismo papel para la HWBTA.
En agosto de 1995, después de diez años de éxito, la AHA retiró su apoyo para intentar comenzar su propio programa de juicio. HWBTA no podía continuar operando el programa por sí solo, por lo que se esperaba que BJCP desapareciera. Sin embargo, un número considerable de jueces se había acumulado hasta ese momento, y muchos de ellos eran bastante activos. Un pequeño número de estos activistas decidió que el programa podía ser operado solamente por voluntarios de entre ellos, y decidió intentar continuar con el BJCP como una entidad independiente.Por tanto, desde 1995, el BJCP ha operado independientemente de cualquiera de las organizaciones fundadoras, gobernado solo por sus jueces miembros.
El esfuerzo se coordinaba de manera casual, principalmente por correo electrónico, pero gradualmente surgió un consenso y el programa pudo continuar su crecimiento. Se estableció una Junta Directiva para guiar el programa, compuesta por seis (actualmente siete) Representantes Regionales, elegidos por miembros de cada una de las siete regiones geográficas de América del Norte. El mandato es de tres años. Estados Unidos fue dividido en regiones geográficas y se hizo una elección para la Junta Directiva enviando papeletas por correo a los miembros.
El administrador del programa, Russ Wigglesworth, asistía al Consejo. Él permaneció en el cargo y asumió los deberes de mantener la base de datos de los miembros, enviaba materiales del programa a los organizadores de las competiciones, entregaba certificados y galardones a los jueces nuevos y recientemente promovidos y realizaba otras tareas administrativas esenciales.
En los primeros años, se celebraban elecciones regionales en el Consejo, llevadas a cabo íntegramente mediante papeletas postales, y un boletín informativo fue publicado durante varios años para informar a los miembros. El administrador del programa también enviaba una carta anual a cada miembro, enumerando los puntos de experiencia alcanzados por las pruebas en varias competiciones. Estas actividades ahora se realizan electrónicamente, sirviendo el sitio web de BJCP como un almacén de información, que incluye una sección protegida por contraseña. Allí los miembros pueden consultar información personal, votar en línea y revisar registros de competencia e informes de puntos.
En 2007, el ex Tesorero de BJCP William R. Slack fue acusado de fraude postal en el Tribunal de Distrito del Distrito de New Hampshire. Slack luego llegó a un acuerdo de culpabilidad. El acusado admitió que malversó fondos de BJCP de manera constante durante su mandato como Tesorero de BJCP. El Sr. Slack fue sentenciado a restituir aproximadamente USD 43 000, cinco años de libertad condicional y encarcelamiento de una semana por mes durante doce meses.
En 2020 hay más de 7400 jueces activos en el BJCP con un total de más de 10 000 miembros por todo el mundo.
El BJCP celebra su trigésimo quinto aniversario en 2020.

## Alternativas
El desarrollo de la cultura global de la cerveza y los estilos de cerveza modernos tienen sus raíces en centros cerveceros específicos e históricos de todo el mundo. Según la Tabla Periódica de los Estilos de Cerveza II, creada por Mantis Design en 2001, hay 65 estilos de cerveza existentes. Esto continúa cambiando a medida que los cerveceros crean constantemente nuevos estilos de híbridos y en 2013, el BJCP  reconoció 80 estilos individuales.
Hoy en día, otras variaciones, estrechamente relacionadas de los estilos definidos por el BJCP, se utilizan para enmarcar plataformas de «comunidad» de rating de cerveza como Ratebeer, Untappd y Beer Advocate.
Otra certificación institucional, parecida a la del BJCP, es la formación Cicerone (similar a la formación de sumiller en la industria del vino). El Programa de certificación Cicerone utiliza las Guías de estilo BJCP 2015 como fuente de referencia para todos los asuntos relacionados con el estilo en sus exámenes.